# GNU Multi-Precision Library
GMP или GNU Multi-Precision Library — библиотека, написанная на языке Си, предназначенная для вычислений с плавающей запятой, целыми и рациональными числами с произвольной точностью. Библиотека широко используется в криптографических целях и для компьютерных вычислений. Данная библиотека необходима для сборки gcc.

## Пример
```
#include
 
<stdio.h>

#include
 
<gmp.h>

int
 
main
(
void
)
 
{

 
mpz_t
 
x
,
y
,
result
;

 
mpz_init_set_str
(
x
,
 
"7612058254738945"
,
 
10
);

 
mpz_init_set_str
(
y
,
 
"9263591128439081"
,
 
10
);

 
mpz_init
(
result
);

 
mpz_mul
(
result
,
 
x
,
 
y
);

 
gmp_printf
(
"    %Zd
\n
"

            
"*
\n
"

            
"    %Zd
\n
"

            
"--------------------
\n
"

            
"%Zd
\n
"
,
 
x
,
 
y
,
 
result
);

 
/* free used memory */

 
mpz_clear
(
x
);

 
mpz_clear
(
y
);

 
mpz_clear
(
result
);

 
return
 
0
;

}

```

## Использование в различных языках программирования
| Библиотека                            | Язык      | Лицензия    |
| ------------------------------------- | --------- | ----------- |
| GNU Multi-Precision Library           | Си / C++  | LGPL        |
| GNU Multi-Precision Library for .NET  | C# / .NET | LGPL        |
| General Multiprecision Python Project | Python    | LGPL        |
| GNU Multi-Precision Library for PHP   | PHP       | PHP License |

## Использование
- gcc — необходима для сборки и нормального функционирования компилятора.
- GMPBBS — реализация Алгоритма Блюм — Блюма — Шуба.
- SuperPi.